# Revaz Chelebadze
Revaz Chelebadze (em georgiano, რევაზ ჩელებაძე: (Kobuleti, 2 de outubro de 1955) é um ex-futebolista profissional georgiano que atuava como atacante, medalhista olímpico.

## Carreira
Revaz Chelebadze foi medalhistas olímpico com a União Soviética, nos jogos de Moscou 1980.